# İkinci Aşıqlı
İkinci Aşıqlı è un comune dell'Azerbaigian situato nel distretto di Beyləqan. Conta una popolazione di 1 600 abitanti.